# Marie de Riols
Marie de Riols est une joueuse de softball française née le 15 décembre 1976 à Tarbes.
Internationale française, elle termine quatrième des Championnats d'Europe de softball en 1999 et en 2001 et cinquième en 2003. En club, elle est sacrée championne de France de 2000 à 2003. Elle est élue meilleure joueuse au Championnat
de France en 2002, meilleure frappeuse au Championnat de France en 2001 et au Championnat d’Europe en 2003.